# .is
.is (Em islandês: Ísland) é o código TLD (ccTLD) na Internet para a Islândia.